# Colpochila major
Colpochila major är en skalbaggsart som beskrevs av Britton 1986. Colpochila major ingår i släktet Colpochila och familjen Melolonthidae. Inga underarter finns listade i Catalogue of Life.